# Pemphigonotus mirabilis
Pemphigonotus mirabilis är en tvåvingeart som beskrevs av Lamb 1917. Pemphigonotus mirabilis ingår i släktet Pemphigonotus och familjen fritflugor. Inga underarter finns listade i Catalogue of Life.